# Kowloon City
Kowloon City (traditionell kinesiska: 九龍城區, Pinyin: Jiulongcheng Qu) är ett av Hongkongs 18 administrativa distrikt. Distriktet är en del av huvudområdet Kowloon. Kowloon City uppstod 1982, då Hongkong indelades i 18 administrativa distrikt. 
Kowloon City har 381 352 invånare på en yta av 10km². 